# 早瀬京鋳
早瀬 京鋳（はやせ けいじゅ、1968年3月6日 - ）は、日本の実業家。オリオンビール株式会社前代表取締役社長兼最高経営責任者。

## 人物・経歴
福岡県福岡市出身。1991年九州大学経済学部卒業、プロクター・アンド・ギャンブル・ノース・イースト・アジア入社。日本コカ・コーラマーケティング責任者や、トリンプ・インターナショナル・ジャパン副社長を経て、2017年ルルレモン・アスレティカ日本法人社長。2019年からオリオンビール代表取締役社長兼最高経営責任者（CEO）を務め、中期経営計画の策定などにあたった。2021年6月をもって退任。